# Basileuterus belli
A Basileuterus belli a madarak osztályának verébalakúak (Passeriformes) rendjébe és az újvilági poszátafélék (Parulidae) családjába tartozó faj.

## Rendszerezése
A fajt Jacob Post Giraud francia természettudós írta le 1841-ben, a Muscicapa nembe Muscicapa belli néven.

## Alfajai
- Basileuterus belli bateli R. T. Moore, 1946
- Basileuterus belli belli (Giraud Jr, 1841)
- Basileuterus belli clarus Ridgway, 1902
- Basileuterus belli scitulus Nelson, 1900
- Basileuterus belli subobscurus Wetmore, 1940[2]

## Előfordulása
Mexikó, Guatemala, Honduras és Salvador területén honos. Természetes élőhelyei a szubtrópusi és trópusi hegyi esőerdők.

## Megjelenése
Testhossza 13 centiméter, testtömege 7-13 gramm.

## Életmódja
Rovarokkal és más ízeltlábúakkal táplálkozik.

## Természetvédelmi helyzete
Az elterjedési területe nagyon nagy, egyedszáma viszont csökken, de még nem éri el a kritikus szintet. A Természetvédelmi Világszövetség Vörös listáján nem fenyegetett fajként szerepel.